# Psychotria foetens
Psychotria foetens är en måreväxtart som beskrevs av Olof Swartz. Psychotria foetens ingår i släktet Psychotria och familjen måreväxter. Inga underarter finns listade i Catalogue of Life.